# Toribio Etxebarria
Toribio Etxebarria Ibarbia, né le 27 avril 1887 à Eibar et mort le 18 avril 1968 à Caracas (Venezuela), est un écrivain, bertsolari et académicien basque espagnol de langue basque et espagnole.
Il est reconnu pour son travail sur la langue basque à Eibar, son humanisme et son implication politique comme leader socialiste.